# Inconfidentes
Inconfidentes este un oraș în Minas Gerais (MG), Brazilia.